# Ertsachvi
Ertsachvi (georgiska: ერწახვი), även Ertsachu (georgiska: ერცახუ) eller Ertsog (ryska: Эрцог), är ett berg på gränsen mellan nordvästra Georgien och Ryssland. Toppen på Ertsachvi är 3 910 meter över havet.